# Kantonese keuken
De Kantonese keuken is de keuken van de provincie Guangdong in China, voornamelijk de provinciehoofdstad Guangzhou (Kanton), en de omliggende gebieden in de Parelrivierdelta, waaronder Hongkong en Macau.

## Gerechten en ingrediënten
Hieronder een zeer onvolledige lijst.
- Congee (rijstepap) met magere varkensvlees en duizendjarig ei
- Kantonese gebakken rijst
- Ku lo yuk (Varkensvlees in zoetzure saus)

### Diem sam
- Chaa siew paauw
- Custardbroodje
- Haa kaauw
- Mantou
- Siew maai

### Siu mei
- Char siu (Kantonese geroosterde varkensvlees)

### Ingrediënten
- Bittermeloen, ook sopropo genoemd: met soepen, gesmoorde/gebraiseerde gerechten of roerbakgerechten; als vulling of als verse sap
- Bosui, ook lente-ui genoemd
- Chinese suiker (冰糖 ; yellow rock sugar)
- Duizendjarig ei
- Gezouten eendenei (鹹鴨蛋 haam4 aap3 daan6 of simpelweg 鹹蛋 haam4 daan6)
- Koriander
- Laap tseung (Kantonese worst)
- Rijst: meestal langekorrelrijst
- Shaoxingwijn: gebruikt als kookwijn, er bestaan goedkopere varianten met een zoute smaak die enkel voor koken zijn bedoeld
- Sojasaus (Chinese): lichte en donkere sojasaus
- Tofoe: verschillende soorten

### Typische Cha chaan teng gerechten en drankjes
Cha chaan teng zijn gezellige eetgelegenheden, vaak vergeleken met westerse cafés wegens de informele sfeer en de menu's gecentreerd op koffie en thee.
- Wentelteefjes (verloren brood), Hongkongstijl: variant met drie sneden dik vierkant brood met afgesneden korst, vaak met pindakaas als "eetbare lijm".